# Caso Portillo Cáceres contra Paraguay
Caso Portillo Cáceres contra Paraguay (Comunicación №2751/2016) fue un caso decidido por el Comité de Derechos Humanos de las Naciones Unidas en 2019.
El caso fue iniciado por un grupo de agricultores paraguayos que vivían junto a plantaciones de soja que habían estado usando agroquímicos ilegales. La contaminación por prácticas negligentes resultó en la muerte de un agricultor, Rubén Portillo Cáceres, y el envenenamiento de otros 22, así como impactos negativos en los medios de vida de las familias que viven en el área. A pesar de que una investigación realizada por funcionarios locales y estatales encontró evidencia de irregularidades, el estado no implementó medidas de protección ambiental y se siguieron liberando grandes cantidades de químicos tóxicos cerca de las casas de las víctimas.
En una resolución del 9 de agosto de 2019, el comité falló a favor de los campesinos, encontrando que se violaron sus derechos a la vida, la intimidad, la convivencia familiar y la residencia, y que Paraguay no exigió adecuadamente el cumplimiento de las normas ambientales ni la reparación del daño causado.
Caso Portillo Cáceres contra Paraguay es un caso judicial histórico en la regulación internacional de tóxicos. Fue la primera vez que el Comité de Derechos Humanos de las Naciones Unidas reconoció que el hecho de que un estado no tome medidas contra el daño ambiental puede violar sus obligaciones en virtud del Pacto Internacional de Derechos Civiles y Políticos. Paraguay fue el primer país del mundo en ser condenado por el Comité de Derechos Humanos por la muerte de una persona por intoxicación con plaguicidas.

## Fondo

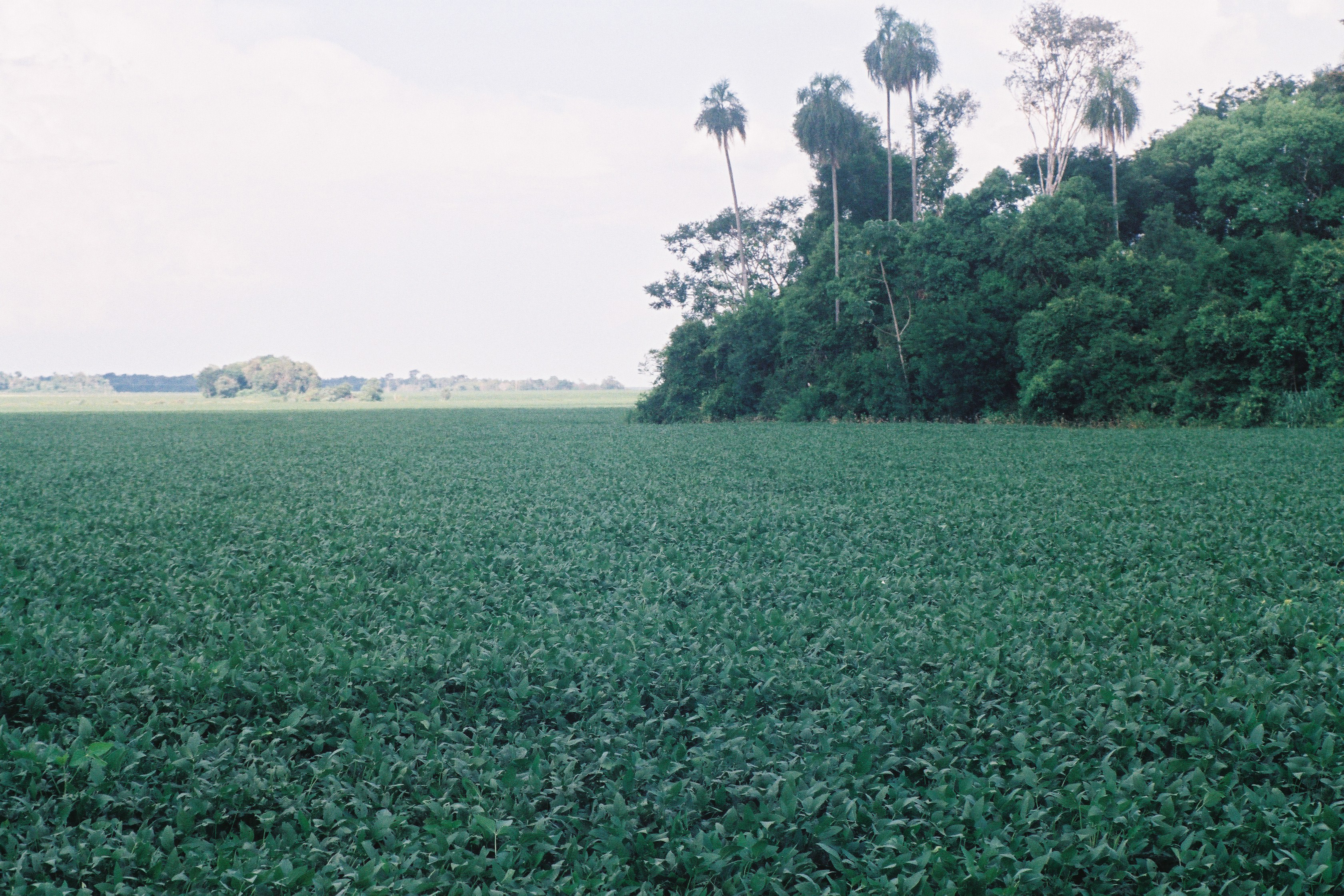
Un campo de soja en Paraguay

El 94% de la tierra cultivable de Paraguay se dedica a la producción agrícola de materias primas como la soja, el maíz y el algodón. Paraguay es el séptimo productor mundial de soja transgénica, un cultivo frecuentemente fumigado con pesticidas como bifentrina, clorpirifos, paraquat y atrazina. Entre 2011 y 2013, la importación de pesticidas a Paraguay casi se cuadruplicó, de 8,8 a 32,4 millones de litros.
Yerutí es una colonia campesina fundada por Paraguay en 1991 en tierras que un ministro de Educación del dictador Alfredo Stroessner entregó como compensación por malversación de fondos públicos. Si bien la colonia 2,212 hectáreas (5,5 acre) tiene 223 lotes, para 2019 solo había 34 propiedades registradas, con campos industriales de soja ocupando las tierras públicas sin título. A pesar de las Reformas Agrarias destinadas a evitar la práctica, gran parte de la tierra se vende o arrienda a plantaciones de soja dirigidas por brasileños y brasiguayos. El uso generalizado de agroquímicos en Yerutí ha impactado las condiciones de vida, las economías domésticas y la salud de los residentes. La contaminación de acuíferos y fuentes de agua inutilizó los arroyos Yerutí y Kuairû para la pesca. Los residentes también han experimentado el deterioro de sus cultivos, la pérdida de árboles frutales y la muerte de su ganado.

## Incidente de envenenamiento por pesticidas

Ubicación del departamento de Canindeyú dentro de Paraguay

Rubén Portillo Cáceres, un agricultor de 26 años del pueblo de Colonia Yerutí en el departamento de Canindeyú, al este de Paraguay, vivía con su familia en una propiedad adyacente a los campos de soja transgénica de Cóndor Agrícola y Hermanos Galhera. Durante la temporada de fumigación de soja a principios de 2011, Rubén se enfermó y experimentó dolores de cabeza, vómitos y diarrea. Tres días después, el 6 de enero de 2011, falleció cuando se dirigía al hospital de Curuguaty. Se determinó que su muerte fue el resultado de niveles tóxicos de pesticidas en su sistema. Otros 22 residentes del pueblo también se enfermaron, incluido el hijo de dos años de Portillo Cáceres, todos los cuales fueron ingresados en el hospital.

## Investigación
Tras la muerte de Rubén y el incidente de envenenamiento masivo, la directora del Hospital Curuguaty, Angie Duarte, recolectó muestras de sangre y orina de las víctimas y se comunicó con la Fiscalía, el Servicio Nacional de Calidad y Sanidad Vegetal y de Semillas y el Ministerio del Ambiente. La oficina de la Fiscalía inició una investigación y los inspectores del gobierno llegaron el 13 de enero. Documentaron varias violaciones de las leyes ambientales y descubrieron que las extensas operaciones de cultivo de soja que bordeaban la granja familiar no estaban separadas por las zonas de amortiguamiento requeridas. También se había sembrado soja hasta el borde de los senderos comunitarios y no había franjas protectoras de vegetación para proteger a los residentes de los pesticidas. Los inspectores realizaron pruebas de químicos y encontraron evidencia de insecticidas agrícolas restringidos o prohibidos en el agua de pozo de la familia Portillo Cáceres, incluidos aldrín, lindano y endosulfán. La concentración de lindano, una sustancia química relacionada con la aparición del linfoma no Hodgkin, triplicaba el límite establecido para humanos por la Organización Mundial de la Salud.
Las dos agroindustrias involucradas en el cultivo de soja alrededor de Yerutí, Condor SA/KLM SA (Condor Agrícola) y Hermanos Galhera Agrovalle del Sol SA/Emmerson Shinin (Hermanos Galhera), eran propiedad de brasileños y se descubrió que habían incurrido en prácticas negligentes. Hermanos Galhera suministra soya a las agroindustrias multinacionales ADM, Cargill y Bunge Limited. La investigación determinó que las fuentes de agua dulce habían sido contaminadas por residuos químicos debido al "mal manejo de los contenedores de químicos, esparcidos por el suelo". Las corporaciones no contaban con permisos ambientales para sus operaciones y lavaban sus equipos de aspersión en los arroyos locales. Según uno de los inspectores, "ninguna de las dos cumplía la más mínima condición ambiental". Las dos firmas fueron multadas, pero negaron su responsabilidad y sus casos se retiraron luego de una apelación.

## Historia legal

### Distrito de Curuguaty
El 14 de enero de 2011, la familia de Portillo Cáceres y otras familias campesinas afectadas por el envenenamiento presentaron un amparo, una acción legal para la protección de los derechos constitucionales. Si bien el fiscal Miguel Ángel Rojas solicitó reiteradamente la autopsia de Portillo Cáceres y los registros médicos de las víctimas, no los recibió. La evidencia de que el agua del pozo contenía agroquímicos también fue excluida de la investigación. Si bien siete ciudadanos brasileños fueron acusados en el caso, ninguno de ellos era gerente o propietario de las fincas Hermanos Galhera o Condor Agrícola. El juzgado del Distrito de Curuguaty resolvió el 15 de abril de 2011 que tanto el Servicio Nacional de Calidad y Sanidad Vegetal y de Semillas como el Ministerio del Ambiente habían faltado a sus funciones y posibilitado la causa de graves daños físicos a los denunciantes.
A pesar de la decisión judicial, los agronegocios de la soja continuaron utilizando grandes cantidades de plaguicidas sin medidas ni permisos de protección ambiental. Los reclamos de la familia de Portillo Cáceres fueron ignorados por el Estado de Paraguay durante tres años. La hermana de Rubén, Norma, junto con las otras víctimas del envenenamiento por agroquímicos, presentaron entonces una petición ante el Comité de Derechos Humanos de las Naciones Unidas.

### Comité de Derechos Humanos de las Naciones Unidas
El Comité de Derechos Humanos determinó la admisibilidad de la denuncia antes de considerar el fondo del caso. Paraguay argumentó que los denunciantes no habían agotado los recursos internos y que el Comité no tenía jurisdicción ratione materiae ya que el Pacto Internacional de Derechos Civiles y Políticos no reconoce el derecho a un medio ambiente sano. El Comité encontró la denuncia admisible, citando la falta de progreso en el caso durante ocho años y señalando que la demanda se refería a los derechos a la vida, la vida privada y familiar y el hogar.
El Comité de Derechos Humanos emitió una resolución el 9 de agosto de 2019. El comité concluyó que la respuesta del gobierno de Paraguay a la fumigación ilegal fue inadecuada y violó los derechos humanos de las víctimas. La resolución encontró que el gobierno había violado específicamente el derecho a la vida, el derecho a la vida familiar y el derecho a reparar el daño. La resolución señaló que "más de ocho años después de los hechos denunciados, las investigaciones no han tenido avances" y enfatizó que Paraguay no realizó una autopsia al cuerpo de Rubén a pesar de que lo solicitó en cuatro ocasiones distintas. La resolución también señaló que el gobierno paraguayo no había publicado los resultados de los análisis de orina y sangre realizados a las víctimas.
La resolución condenó al gobierno paraguayo por no sancionar a las empresas involucradas y ordenó al Estado "realizar una investigación efectiva y exhaustiva de las fumigaciones con agroquímicos" e "imponer sanciones penales y administrativas a todos los responsables". Específicamente, el comité reconoció que el hecho de que un estado no tome medidas contra el daño ambiental puede violar sus obligaciones de proteger los derechos a la vida y a la vida privada y familiar en virtud de los artículos 6 y 17 del Pacto Internacional de Derechos Civiles y Políticos. Paraguay fue el primer país del mundo en ser condenado por el Comité de Derechos Humanos de las Naciones Unidas por la muerte de una persona por intoxicación con plaguicidas. La resolución marcó la primera vez que el Comité reconoció una conexión entre el derecho a una vida digna y la protección del medio ambiente. La decisión se basó en el Comentario General n.º 36 recientemente adoptado sobre el derecho a la vida, que incluye lenguaje sobre la relación entre los derechos humanos y el medio ambiente.

## Secuelas
Si bien Paraguay fue sancionado por las Naciones Unidas en el caso, en última instancia fue una formalidad. A partir de 2022, no se ha emitido ninguna sanción por la muerte de Rubén y el cultivo industrial de soja continúa operando hasta el límite de la finca familiar. Tanto Cóndor Agrícola como Hermanos Galhera continúan con operaciones agrícolas en el área de Yerutí.
Otro dictamen del Comité de Derechos Humanos en 2021, en el caso Benito Oliveira Pereira y otros c. contra Paraguay, encontró que el uso extensivo de pesticidas por parte de empresas agrícolas había violado los derechos de la comunidad indígena Campo Agua'ẽ del pueblo Ava Guaraní a sus tierras y residencia. El caso de Pereira fue emblemático porque, por primera vez, se aplicó la noción de "domicilio" a una comunidad indígena en cuanto a su relación intrínseca con su tierra y territorio.